# Abies holophylla
Abies holophylla là một loài thực vật hạt trần trong họ Thông. Loài này được Maxim. miêu tả khoa học đầu tiên năm 1866.